# Europamästerskapen i badminton 1996
Europamästerskapen i badminton 1996 anordnades den 13-20 april i Herning, Danmark. 

## Medaljsummering
| Pl. | Nation        | Guld | Silver | Brons | Totalt |
| --- | ------------- | ---- | ------ | ----- | ------ |
| 1   | Danmark       | 6    | 3      | 1     | 10     |
| 2   | England       | 0    | 1      | 3     | 4      |
| 2   | Sverige       | 0    | 1      | 3     | 4      |
| 4   | Ryssland      | 0    | 1      | 0     | 1      |
| 5   | Tyskland      | 0    | 0      | 2     | 2      |
| 5   | Nederländerna | 0    | 0      | 2     | 2      |

## Resultat
| Event       | Guld                                    | Silver                         | Brons                             |
| Herrsingel  | Poul-Erik Høyer Larsen                  | Peter Rasmussen                | Jesper Olsson                     |
| Herrsingel  | Poul-Erik Høyer Larsen                  | Peter Rasmussen                | Jeroen van Dijk                   |
| Damsingel   | Camilla Martin                          | Marina Yakusheva               | Christine Magnusson               |
| Damsingel   | Camilla Martin                          | Marina Yakusheva               | Anne Sondergaard                  |
| Herrdubbel  | Thomas Lund Jon Holst Christensen       | Michael Søgaard Henrik Svarrer | Simon Archer Chris Hunt           |
| Herrdubbel  | Thomas Lund Jon Holst Christensen       | Michael Søgaard Henrik Svarrer | Pär-Gunnar Jönsson Peter Axelsson |
| Damdubbel   | Lisbeth Stuer-Lauridsen Marlene Thomsen | Rikke Olsen Helene Kirkegaard  | Julie Bradbury Joanne Wright      |
| Damdubbel   | Lisbeth Stuer-Lauridsen Marlene Thomsen | Rikke Olsen Helene Kirkegaard  | Katrin Schmidt Kerstin Ubben      |
| Mixeddubbel | Michael Søgaard Rikke Olsen             | Simon Archer Joanne Goode      | Michael Keck Karen Stechmann      |
| Mixeddubbel | Michael Søgaard Rikke Olsen             | Simon Archer Joanne Goode      | Ron Michels Erica van den Heuvel  |
| Lag         | Danmark                                 | Sverige                        | England                           |